# The Unthinking Majority
The Unthinking Majority è un singolo del cantautore statunitense Serj Tankian, pubblicato il 30 luglio 2007 come primo estratto dal primo album in studio Elect the Dead.

## Video musicale
Il video, diretto da Tawd Dorenfeld, è stato pubblicato il 5 agosto 2007 e mostra uno scenario di guerra in miniatura costituito da soldatini e carri armati divisi in due fazioni opposte e intente a combattere l'una contro l'altra.

## Tracce
1. The Unthinking Majority (Album Version) – 3:49

## Formazione
Musicisti
- Serj Tankian – chitarra, basso, pianoforte, voce, sintetizzatore, programmazione della batteria, melodica, campane, effetti sonori
- John Dolmayan – batteria
- Dan Monti – chitarra e basso aggiuntivi

Produzione
- Serj Tankian – produzione, ingegneria del suono
- Dan Monti – ingegneria del suono
- Krish Sharma – ingegneria alla batteria
- Bo Joe – assistenza ingegneria alla batteria
- Neal Avron – missaggio
- Nicholas Fournier – assistenza al missaggio
- Vlado Meller – mastering